# WTA Aix-en-Provence
Das WTA Aix-en-Provence (offiziell: Aix-en-Provence) war ein Damen-Tennisturnier der WTA Tour, das in Aix-en-Provence ausgetragen wurde. 

## Siegerliste

### Einzel
| Jahr                  | Siegerin       | Finalgegnerin | Ergebnis |
| --------------------- | -------------- | ------------- | -------- |
| ↓ Kategorie: Tier V ↓ |                |               |          |
| 1988                  | Judith Wiesner | Sylvia Hanika | 6:1, 6:2 |

### Doppel
| Jahr                  | Siegerinnen                         | Finalgegnerinnen                        | Ergebnis |
| --------------------- | ----------------------------------- | --------------------------------------- | -------- |
| ↓ Kategorie: Tier V ↓ |                                     |                                         |          |
| 1988                  | Nathalie Herreman Catherine Tanvier | Sandra Cecchini Arantxa Sánchez Vicario | 6:4, 7:5 |